# تموضع
في التسويق، التمركز أو المكانة هي العملية التي من خلالها يحاول المسوقون إنشاء صورة أو هوية في أذهان رواد السوق المستهدفة إما لمنتوج أو لعلامة تجارية أو لشركة ككل. إعادة-التمركز تعنى بتغيير هوية المنتج، نسبة إلى هوية المنتجات المنافسة. صياغة-التمركز هي الصورة المعاكسة لإعادة-التمركز وفيها يحاول المسوقون تغيير هوية السلع المنافسة، نسبة لهوية السلعة المراد وضع مكانة لها في السوق العمل الأصلي للتمركز كان متجه نحو كيفية تسويق المنتوج للمستهلك عبر الاقتراب أكثر منه وليس نحو جعل المنتج ذو قدرة تنافسية عالية. هناك مثال كلاسيكي لشعار أفيس«بما أننا أصحاب المرتبة الثانية، سوف نعمل بكل جد»، المراد بالقول هنا شيء مذهل للغاية حيث ينسى القارئ لهذه العبارة من هو صاحب المرتبة الأولى والغرض الرئيسي للشركة المتمثل في تحقيق أكبر قدر من الأرباح.
تطور تقنيات التسويق لعبت دورا كبيرا في تحويل المفهوم نحو التمركز التنافسي. العامل المهم في التسويق الذي يعتمد التكنولوجيا الحديثة هو التمركز في محركات البحث المشهورة كغوغل، ياهو وبينق، وذلك من خلال تقنية تحسين محركات البحث. يعتبر تمركز المنتوج في السوق مهم بالنسبة الأجيال الناشئة التي يمكن الاعتماد عليها لمدة طويلة ويمكن التأثير عليها من خلال الإنترنت لإتصال هذه الفئة الدائم بها سواء كان ذلك في تسوقهم، عاداتهم الشرائية وارتباطهم بالمواقع الاجتماعية.

## التعريفات
بالرغم من وجود تعريفات متعددة لتمركز العلامة التجارية، يبقى التعريف الأرجح هو: تحديد السوق المتخصصة للعلامة التجارية أو المنتج أو الخدمة من خلال إسترتيجية تحديد المكانة السعر والحملة الدعائية والتوزيع والغلاف والمنافسة. مكانة العلامة التجارية هي أيضا الانطباع الذي يحاول المسوقون ترسيخه في عقول الزبائن. قدم جاك تروت مفهوم المكانة في التسويق لأول مرة في مجلة «التسويق الصناعي» في جوان 1969 ومن ثم انتشرت من خلال كتاب جاك تروت ورايس الأكثر مبيعا «المكانة - الصراع على عقلك». ماكغرو هيل- 1918 هذا يختلف قليلا عن السياق الذي رأى فيه هذا المصطلح النور عن طريق جاك تروت في 1969 في مقالة حول التسويق الصناعي «التمركز هي اللعبة التي يلعبها الناس لنيل مكان بالسوق اليوم»، حيث بين فيها أن الإعلانات الاعتراضية اجتاحت المستهلك الذي تولدت لديه رغبة طبيعية في التجاهل الفوري لجميع المعلومات التي لا تروق له. ومن ثم توسعت دراسة هذا المصطلح بصدور كتاب «المكانة: الصراع على عقلك»، والذي عرف المكانة أوالتمركز على أنه جهد منظم لإيجاد مكان في ذهن المستهلك. ومفهوم التمركز يقوم على أن التواصل يجب أن يكون في الوقت المناسب وفي الظرف المناسب.